# Anaea hypermnestra
Anaea hypermnestra är en fjärilsart som beskrevs av Johan Wilhelm Dalman 1823. Anaea hypermnestra ingår i släktet Anaea och familjen praktfjärilar. Inga underarter finns listade i Catalogue of Life.